# Krasnogorski sawod

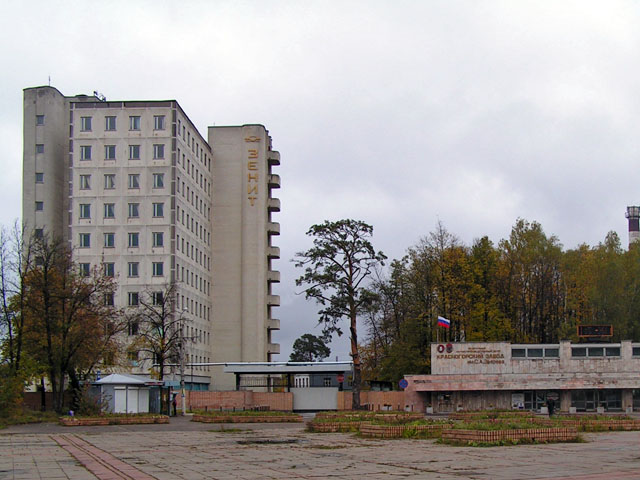
KMZ-Firmensitz

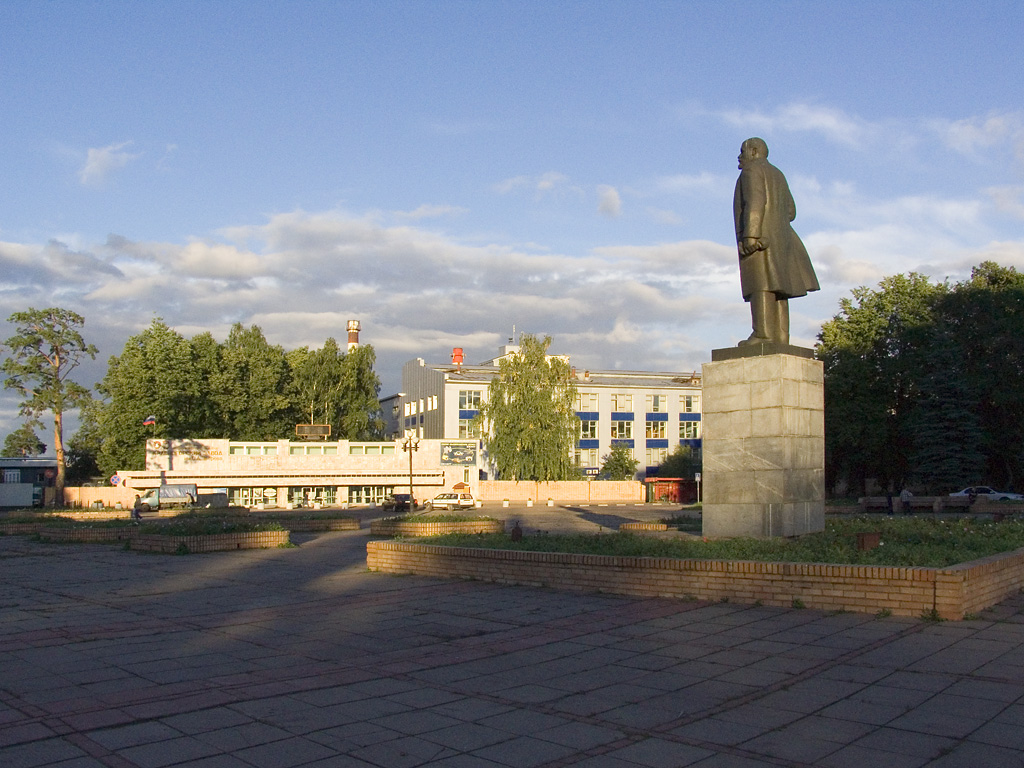
Platz der Optiker in Krasnogorsk, mit KMZ-Gebäude im Hintergrund

Das Krasnogorski sawod imeni S. A. Swerewa (russisch Красногорский завод им. С. А. Зверева, zu deutsch Krasnogorsker Werk „S. A. Swerew“; früher Krasnogorski mechanitscheski sawod, russ. Красногорский механический завод, zu deutsch Krasnogorsker Mechanikfabrik, üblicherweise KMZ abgekürzt) ist eine russische Maschinenbaufirma in Krasnogorsk bei Moskau, die vor allem optische Technik herstellt. Das Unternehmen ist mittelbar über die Schwabe-Gruppe Teil der staatlichen Rüstungs- und Technologieholding Rostec.

## Produkte
Bekannt wurde KMZ vor allem durch die in der Sowjetunion und außerhalb weit verbreiteten Kameras der Reihen Zorki, Zenit und Krasnogorsk, von denen jeweils mehrere Millionen Stück produziert wurden. Die Firma unterhält außerdem eine große Abteilung für militärische Optik.

Russische AFA 39 Luftbildkamera mit URAN Objektiv - 27;  2.5 - 10cm; verwendet bei der MiG-15R; MIG-17F; MIG-19; MIG-21; Mil Mi-8; und anderen Flugzeugen.
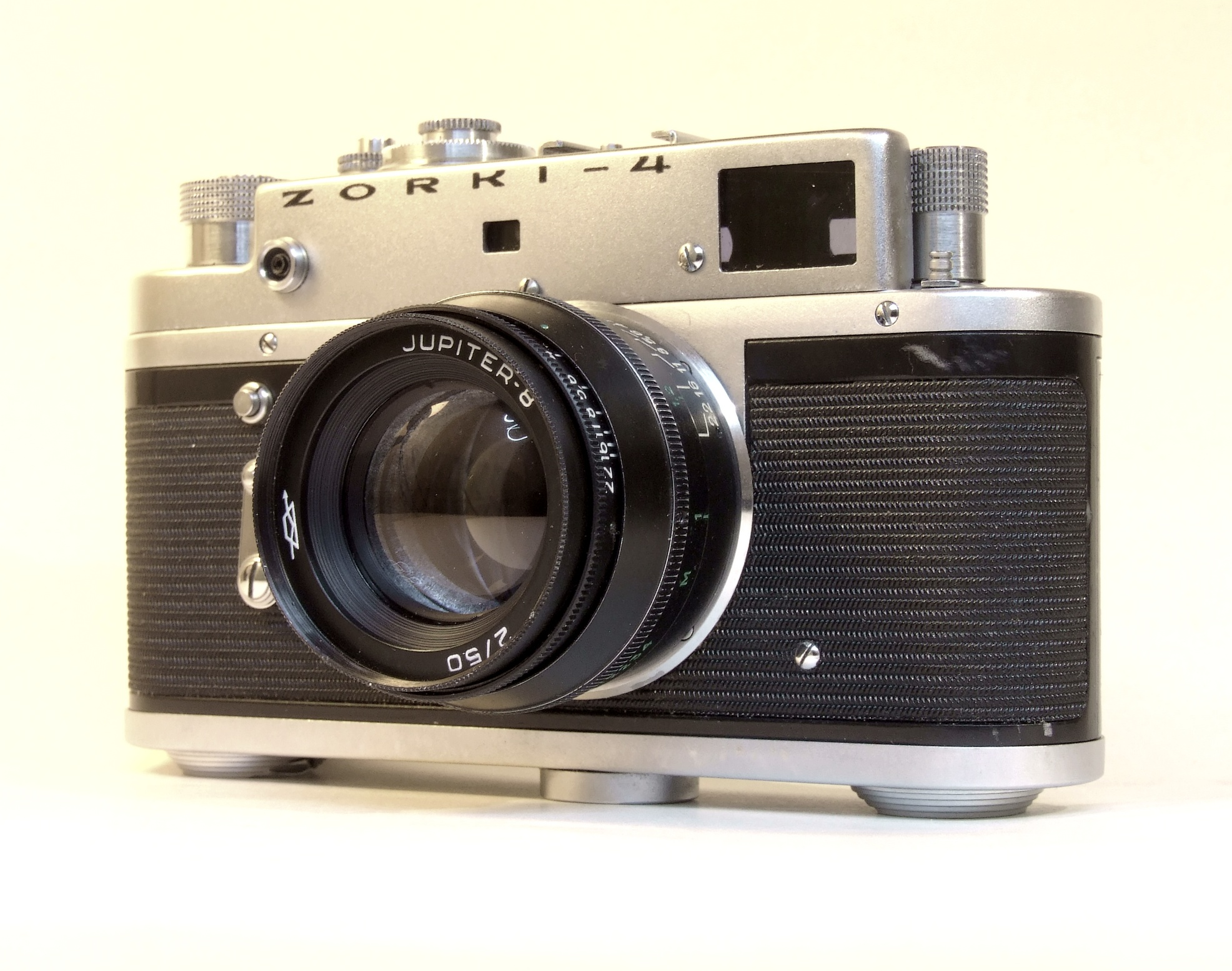
Messsucherkamera Zorki-4
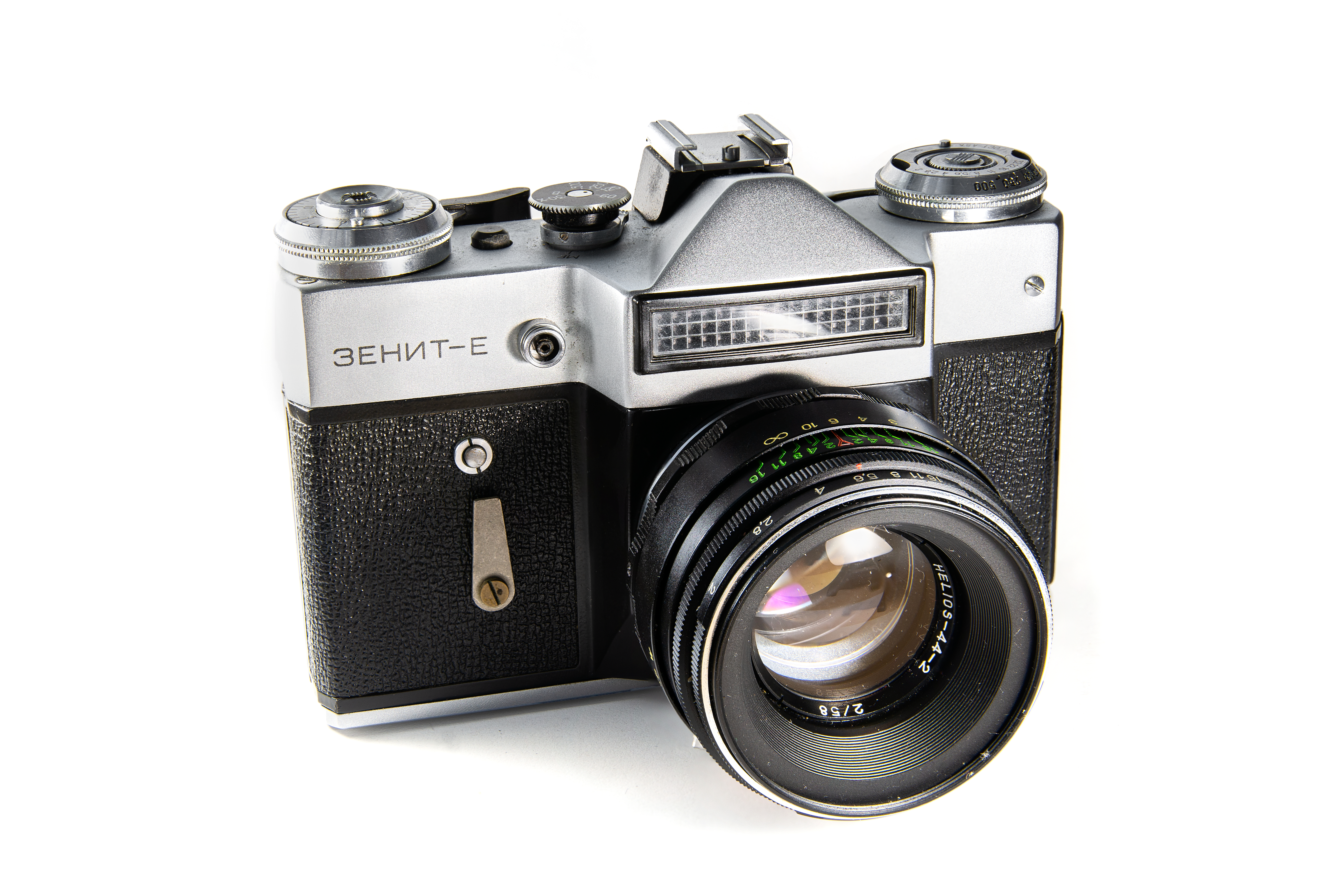
Spiegelreflexkamera Zenit-E
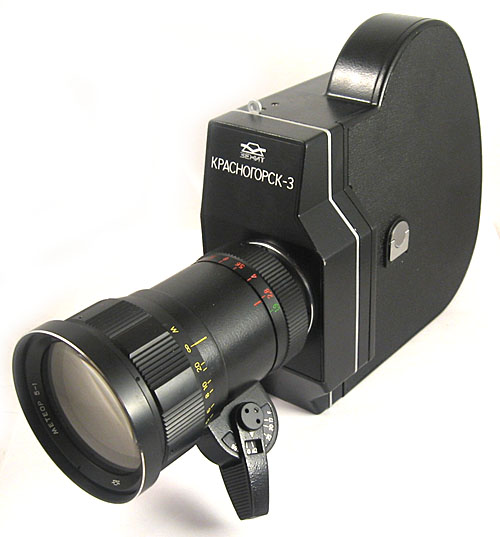
Filmkamera Krasnogorsk-3

## Geschichte

### Gründung und unmittelbare Nachkriegszeit
Nach dem deutschen Angriff auf die Sowjetunion im Zweiten Weltkrieg hatte die Rote Armee akuten Bedarf nach optischen Präzisionsinstrumenten. Die bestehenden optischen Werke waren entweder kriegsbedingt unzugänglich, wie LOMO im blockierten Leningrad, oder mit der Nachfrage überfordert, wie das erst kurz zuvor aus Charkiw nach Berdsk evakuierte FED-Werk. Das KMZ-Werk wurde 1942 auf dem Gelände eines zuvor evakuierten Maschinenbaubetriebs in einem Vorort von Moskau eingerichtet, das zu diesem Zeitpunkt nicht mehr unmittelbar durch die Wehrmacht bedroht war. Die Firma produzierte zunächst Zielfernrohre und Ferngläser sowie Aufklärungskameras.
Nach Kriegsende begann KMZ 1945 mit der Produktion von Objektiven nach Vorlagen von Zeiss, deren Hauptwerk in Jena von der Roten Armee eingenommen und teilweise als Reparationsleistung abtransportiert worden war. In den Folgejahren blieb KMZ der Hauptproduzent für Objektive in der Sowjetunion. In der Nachkriegszeit begann KMZ ferner mit der Fertigung der Messsucherkamera Zorki, die einen direkten Nachbau der Leica II sowie der sowjetischen FED darstellte, sowie von Mittelformatkameras von Zeiss unter dem Markennamen Moskva. Damit setzte neben der ursprünglich rein militärischen Ausrichtung des Unternehmens die Produktion von fotografischem Gerät für Endverbraucher ein.

### 1950er und 1960er: Kreative Jahre
Ab Mitte der 1950er Jahre setzte bei KMZ eine Periode gesteigerter Forschungs- und Entwicklungsaktivität ein. Ein Grund dafür war die Gründung neuer optischer Fabriken in der Sowjetunion, die einen Teil der Objektivproduktion von KMZ übernahmen, wie etwa Arsenal in Kiew ab 1955, wodurch bei KMZ Ressourcen frei wurden. Ein anderer Grund war die geänderte Ausrichtung der sowjetischen Wirtschaftspolitik unter Chruschtschow, die eine stärkere Ausrichtung der Produktion auf Konsumgüter vorsah. In der Folgezeit stellte KMZ einige interessante Konzeptkameras vor, die auf Messen wie etwa der Weltausstellung 1958 in Brüssel internationale Preise gewannen. In dieser Phase begann auch eine enge Kooperation mit den sowjetischen Geheimdiensten und der Entwicklung spezieller Kameramodelle zu Spionagezwecken.
Die Zorki-Reihe wurde erheblichen Veränderungen unterworfen und entwickelte sich von reinen Leica-Nachbauten hin zu einer konstruktiv eigenständigen Kameraserie, aus der heraus einige weitere interessante Kameras entwickelt und z. T. in kleinen Stückzahlen auf den Markt gebracht wurden. Die einflussreichste KMZ-Kamera dieser Zeit war jedoch die Spiegelreflexkamera Zenit, die auf dem Zorki-Kameragehäuse basierte und 1953 erstmals vorgestellt wurde. Von der ersten Zenit-Generation wurden 1,2 Millionen Kameras produziert, bis die Reihe 1967 einen Modellwechsel erfuhr und unter anderem mit dem international verbreiteten M42-Objektivanschluss versehen wurde. 1965 begann KMZ mit der Produktion von Filmkameras, vor allem der weit verbreiteten 16-mm-Kamera Krasnogorsk. Während dieser Zeit gab es ferner eine intensive Zusammenarbeit zwischen der militärischen und zivilen Abteilung bei KMZ; ein Beispiel dafür war die Panoramakamera Horizont, die aus einer älteren Artilleriekamera entwickelt wurde und in veränderter Form bis heute produziert wird.

### 1970er und 1980er: Bedienung des einheimischen Marktes
Zum Ende der 1960er Jahre ließ die Entwicklungsaktivität bei KMZ auf dem Gebiet der Kameratechnik merklich nach. Ein Grund dafür waren die relativ niedrigen Produktionsziffern. Da ein Großteil der Ressourcen in die Entwicklungsarbeit gesteckt wurde, blieben die absoluten Produktionsziffern vergleichsweise niedrig, was unter den Bedingungen der Zentralverwaltungswirtschaft als ein Indiz für eine niedrige Produktivität des Unternehmens insgesamt missverstanden wurde. Ein weiterer Grund war möglicherweise die erneut veränderte Wirtschaftspolitik unter Breschnew, die eine Abkehr von der Konsumgüter- hin zur Investitionsgüter- und Rüstungsproduktion vorsah.
Dementsprechend verlagerte sich in den 1970er Jahren die Produktion bei KMZ in Richtung auf die Herstellung relativ einfacher bestehender Modelle in großen Mengen. Es fand nach wie vor Entwicklungstätigkeit statt, aber es gab einen deutlichen Fokus auf Massenproduktion. Die Zorki-Messucherkameras wurden bis 1980 in Form eines geringfügig veränderten Modells von 1956 in einer Gesamtstückzahl von 2,2 Millionen Exemplaren hergestellt, und die Filmkamera Krasnogorsk-3 wurde fast unverändert von 1971 bis 1989 produziert. Mehr Entwicklungstätigkeit gab es bei den Zenit-Spiegelreflexkameras, etwa mit dem Einbau von Belichtungsmessern, aber auch hier konzentrierte man sich auf die Herstellung robuster, einfacher Modelle und führte technische Neuerungen wie etwa Belichtungsautomatik erst ein, als sie im Westen bereits seit mehreren Jahren zum Standard geworden waren. Um die gestiegene Binnennachfrage in der Sowjetunion bedienen zu können, wurde die Zenit-Produktion an mehrere Kameraunternehmen ausgelagert. Bis zum Ende der 1980er Jahre wurden allein von KMZ über sechs Millionen Zenit-Kameras produziert, die zu diesem Zeitpunkt jedoch ein technisch stark veraltetes Kameramodell darstellte. Das relative Gewicht der militärischen Abteilung bei KMZ nahm hingegen durch die allgemeine Orientierung der Wirtschaft auf Rüstungsproduktion wieder zu. KMZ entwickelte daneben Schwerpunkte in der Metallverarbeitung, Optoelektronik und Feinwerktechnik, von denen das Unternehmen bis heute lebt.
1989 beschäftigte KMZ etwa 32.000 Arbeitnehmer.

### Seit 1990: Zusammenbruch und Wiederaufbau
Nach dem Zerfall der Sowjetunion im Gefolge der Perestroika kam die Produktion bei KMZ weitgehend zum Erliegen. Endkundenprodukte wie die Zenit-Kameralinie wurden noch einige Jahre produziert, die Konkurrenz auf dem internationalen Markt erwies sich jedoch zunehmend als erdrückend. KMZ war nach wie vor auf internationalen Messen wie der Photokina oder der PMA präsent und zeigte auch neue Produkte. Mittlerweile verfügt die Firma über ein breites Sortiment von optischen Produkten wie etwa Infrarot-Zielfernrohre, die Nischenmärkte bedienen.

## Firmenlogo
Vor 1949 zeigte das Firmenlogo von KMZ ein einfaches optisches Prisma, das schnell von Fabrikarbeitern mit dem Spitznamen „Grabstein“ belegt wurde. 1949 erhielt das Logo seine heutige Form, die ein Prisma und einen darin gebrochenen Lichtstrahl zeigt.